# Oktetterweiterung
Die Oktetterweiterung beschreibt eine Ausweitung der klassischen Oktettregel. Die Oktettregel besagt, dass viele Atome Moleküle oder Ionen bilden, bei denen die Zahl der äußeren Elektronen (Valenzelektronen) der Atome acht beträgt. Streng gilt die Oktettregel jedoch nur für die Elemente der 2. Periode.
Bei der Oktettregel werden die s- und p-Orbitale der einzelnen Atome aufgefüllt bzw. geleert, wobei die jeweiligen Atome die Edelgaskonfiguration annehmen.
Ist jedoch ein Atom eines Elementes im Molekül vorhanden, welches zusätzlich leere d-Orbitale derselben Schale enthält, nahm man bis vor kurzem an, Valenzelektronen der Bindungspartner könnten auch diese Orbitale auffüllen. Das Element hat, wie man aus neueren quantenmechanischen Untersuchungen weiß, aber nicht infolgedessen, sondern aus anderen Gründen (siehe zum Beispiel Mehrzentrenbindung) mehr als acht Valenzelektronen und erfüllt die Oktettregel nicht mehr. Da diese Erweiterung des Oktettzustandes jedoch ebenfalls zu stabilen Verbindungen führt, spricht man hier von dem Phänomen der Oktetterweiterung.